# 米朗库尔 (瓦兹省)
米朗库尔（法語：Muirancourt，法語發音：[mɥiʁɑ̃kuʁ]）是法国瓦兹省的一个市镇，属于贡比涅区。

## 地理
米朗库尔（49°38'39"N, 3°0'28"E）面积5.68 平方千米，位于法国上法蘭西大區瓦兹省，该省份为法国北部内陆省份，北起索姆省，西接厄尔省和滨海塞纳省，南至塞纳-马恩省和瓦兹河谷省，东临埃纳省。
与米朗库尔接壤的市镇（或旧市镇、城区）包括：比西、克里索勒、弗雷尼什、弗雷图瓦堡、吉斯卡尔。

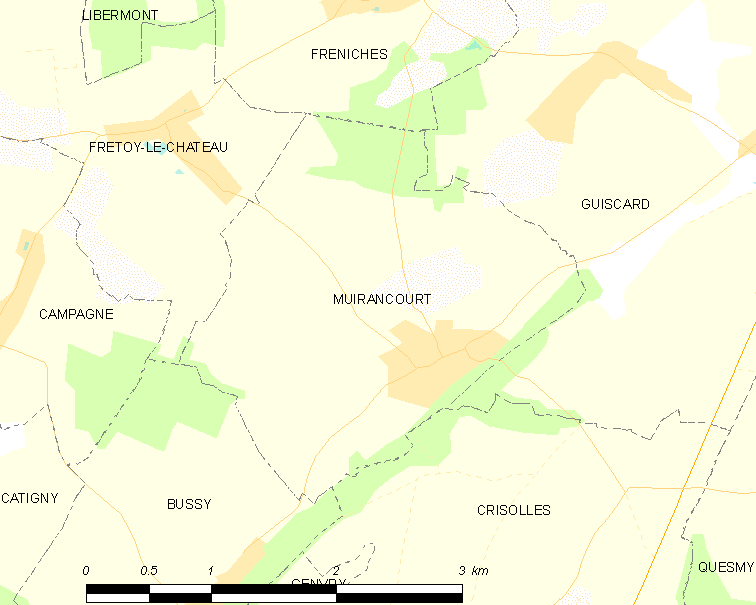
的OSM定位图

米朗库尔的时区为UTC+01:00、UTC+02:00（夏令时）。

## 行政
米朗库尔的邮政编码为60640，INSEE市镇编码为60443。

## 政治
米朗库尔所属的省级选区为努瓦永县。

## 人口

1962-2008年间人口变化图示

米朗库尔于2022年1月1日时的人口数量为587人。